# Филипповичи (Московская область)
Филипповичи — деревня в Зарайском районе Московской области, в составе муниципального образования сельское поселение Гололобовское (до 28 февраля 2005 года входила в состав Масловского сельского округа).

## География
Филипповичи расположены в восточной части Зарайского района, у границы с Луховицким районом, в 21 км на восток от Зарайска. Через деревню протекает река Пилис, высота центра деревни над уровнем моря — 162 м.

## История
До 1936 года Филипповичи были центром Филипповического сельсовета.

## Население
| 2002 | 2006 | 2010 |
| ---- | ---- | ---- |
| 23   | ↘19  | ↘14  |